# Wakfu (bande dessinée)
Pour les articles homonymes, voir Wakfu.
Wakfu (/wak.fʊ/) est une série de bande dessinée dessinée et scénarisée par différents auteurs. Elle conte les aventures de la Confrérie du Tofu entre les épisodes 13 et 14 de la saison 1 de Wakfu.
Elle est diffusée sous forme de comics dans les pays anglophones par Titans Comics. Le premier titre a été publié en novembre 2015.

## Tomes
1. Isabelle Bauthian et Wuye Changje, Les Kamas de la soif 1/2, Roubaix, Ankama éd., 2011, 41 p. (ISBN 978-2-35910-232-1)
2. Isabelle Bauthian et Wuye Changje, Les Kamas de la soif 2/2, Roubaix, Ankama éd., 2012, 43 p. (ISBN 978-2-35910-266-6)
3. Kahel et Mig, Shak Shaka 1/2, Roubaix, Ankama, 2012, 46 p. (ISBN 978-2-35910-353-3)
4. Kahel et Mig, Shak Shaka 2/2, Roubaix, Ankama, 2013, 45 p. (ISBN 978-2-35910-415-8)
5. Laurent Bramardi et Tom Gobat, Le Théâtre maudit, Roubaix, Ankama, 2013, 42 p. (ISBN 978-2-35910-424-0)